# Буракова, Нина Фёдоровна
Нина Федоровна Буракова (9 января 1934, Спиры, Ленинградская область — 30 апреля 2001, Красноярск) — советская рабочая, новатор производства, крутильщица Красноярского завода химического волокна Красноярского края. Член Центральной Ревизионной комиссии КПСС в 1981—1986 годах. Герой Социалистического Труда (13.05.1977).

## Биография
Родилась в крестьянской семье. В 1951 году окончила семилетнюю школу в Псковской области.
Трудовую деятельность начала в 1952 году младшим стрелочником на железной дороге. В 1953—1956 годах работала формовщицей на заводе в городе Красноярске. В 1957—1961 годах — воспитательница в детских яслях Красноярска.
С октября 1961 — крутильщица Красноярского завода химического волокна Красноярского края.
Член КПСС с 1976 года.
Указом Президиума Верховного Совета СССР от 13 мая 1977 за выдающиеся успехи в выполнении плана 1976 и социалистических обязательств по выпуску продукции, большой вклад в развитие химической промышленности Бураков Нине Федоровне присвоено звание Героя Социалистического Труда с вручением ордена Ленина и золотой медали «Серп и молот».
Делегат XXVI съезда КПСС.
Потом — на пенсии в городе Красноярске.

## Награды и звания
- Герой Социалистического Труда (13.05.1977)
- два ордена Ленина (15.02.1974; 13.05.1977)
- орден Трудового Красного Знамени (20.04.1971)
- медали